# روزنامه وسیش
روزنامه وسیش (به آلمانی:Vossische Zeitung) یک روزنامه مشهور و لیبرال آلمانی چاپ سال‌های (۱۷۲۱ تا ۱۹۳۴) در شهر برلین بود اما سنگ بنای آن در سال ۱۷۰۴ گذاشته شده بود. سردبیران مشهور این روزنامه گوتهولد افرایم لسینگ، ویلیبالد الکسیز، تئودور فونتانه و کورت توخولسکی بودند.
تا زمان دومین سال حکومت آلمان نازی این روزنامه به عنوان روزنامه ملی آلمان شناخته می‌شد و همانند روزنامه تایمز و لو تمپس برای انگلستان و فرانسه مورد احترام بود. اما در آن زمان روزنامه وسیش توسط حزب ناسیونال‌سوسیالیست کارگران آلمان بواسطه تحریم احزاب محلی منحل شد و این حزب روزنامه خودش به نام فولکیشر بئوباختر را به عنوان روزنامه ملی توزیع کرد.
کتاب مشهور در جبهه غرب خبری نیست اثر اریش ماریا رمارک در نوامبر و دسامبر سال ۱۹۲۸ توسط این روزنامه به صورت سریالی چاپ شد.
آخرین سردبیر بخش علمی این روزنامه در سال‌های آخر حیات جمهوری وایمار آرتور کستلر بود. او در زندگی‌نامه خود از نحوه مدیریت این روزنامه به دلیل بی‌ثباتی در اهداف در طول زمان انتقاد کرد. برای مثال دست کشیدن از کمپینی که این روزنامه برای سال‌ها راه انداخته بود و در پی آن اخراج کارکنان یهودی این روزنامه (اگرچه که صاحبان این نشریه خود یهودی بودند) و استخدام کارکنانی که مشخصا تمایلات ملی گرایانه داشتند. کستلر اشاره کرده‌است که خیانت به ارزش‌های لیبرالیسم آلمان توسط این روزنامه یکی از عللی بود که او را مجبور کرد که به حزب کمونیست آلمان بپیوندد.
هیچ تلاشی برای احیای مجدد این روزنامه پس از فروپاشی آلمان نازی انجام نشد.